# 菅原町 (北九州市)
菅原町（すがわらまち）は福岡県北九州市八幡西区の町。住居表示実施済み。郵便番号は806-0027。

## 地理
八幡西区の北部東側に位置し、北に黒崎、東に熊手、南に東曲里町、西に筒井町と接する。

### 河川
- 二級河川 撥川

## 地域の特徴
南に向かってわずかに上り勾配があるが平坦な地形。西縁に沿って南北に国道200号が、南縁に沿って東西に山手通りが、南東縁に沿って長崎街道が走る。また東縁の内側に沿って撥川が北流する。浄土真宗本願寺派妙心寺がある。

## 歴史
黒崎駅前区画整理により整備された地域で、昭和9年頃から菅原町と通称した。戦後の戦災復興区画整理以後は黒崎町（4 - 5丁目）と通称された。

### 地名の由来
町名は当町域にあった菅原神社（通称湊天満宮）にちなむ。同社はのちに岡田神社に移転。

### 沿革
- 1959年（昭和34年） - 菅原町新設[4]。
- 1963年（昭和38年）2月1日 - 八幡市、戸畑市、小倉市、若松市、門司市の5市が合併し、北九州市が発足。八幡市菅原町は北九州市八幡区菅原町となる。
- 1963年（昭和38年）4月1日 - 北九州市が政令指定都市に指定され、八幡区、戸畑区、小倉区、若松区、門司区の5区を設置。北九州市八幡区菅原町は北九州市八幡区菅原町となる。
- 1969年（昭和44年）6月1日 - 大字熊手の一部が菅原町に編入。住居表示実施[5][4]。
- 1974年（昭和49年）4月1日 - 八幡区が八幡西区と八幡東区に分かれ、八幡区菅原町は八幡西区菅原町となる[6]。

### 町名の変遷
| 実施内容 | 実施年月日               | 実施後 | 実施前                       |
| -------- | ------------------------ | ------ | ---------------------------- |
| 町名新設 | 1959年（昭和34年）       | 菅原町 | 大字熊手の一部               |
| 住居表示 | 1969年（昭和44年）6月1日 | 菅原町 | 菅原町の全部，大字熊手の一部 |

## 世帯数と人口
2025年（令和7年）3月31日現在（北九州市発表）の世帯数と人口は以下の通りである。
| 町     | 世帯数  | 人口  |
| ------ | ------- | ----- |
| 菅原町 | 471世帯 | 608人 |

### 人口の変遷
国勢調査による人口の推移。
| 1995年（平成7年）  | 485人 | [ 7 ]  |  |
| 2000年（平成12年） | 434人 | [ 8 ]  |  |
| 2005年（平成17年） | 441人 | [ 9 ]  |  |
| 2010年（平成22年） | 430人 | [ 10 ] |  |
| 2015年（平成27年） | 439人 | [ 11 ] |  |
| 2020年（令和2年）  | 617人 | [ 12 ] |  |

### 世帯数の変遷
国勢調査による世帯数の推移。
| 1995年（平成7年）  | 290世帯 | [ 7 ]  |  |
| 2000年（平成12年） | 267世帯 | [ 8 ]  |  |
| 2005年（平成17年） | 250世帯 | [ 9 ]  |  |
| 2010年（平成22年） | 274世帯 | [ 10 ] |  |
| 2015年（平成27年） | 290世帯 | [ 11 ] |  |
| 2020年（令和2年）  | 458世帯 | [ 12 ] |  |

## 学区
市立小・中学校に通う場合、学区は以下の通りとなる。
| 町     | 街区 | 小学校               | 中学校               |
| ------ | ---- | -------------------- | -------------------- |
| 菅原町 | 全域 | 北九州市立筒井小学校 | 北九州市立熊西中学校 |

## 交通

### 道路
- 国道200号

## 施設

### 寺社
- 浄土真宗本願寺派妙心寺